# V1 어순
V1 어순(V1-Stellung) 혹은 동사 제일위 어순(Verb-Erst-Stellung)은 언어학, 특히 게르만계 언어학에서 하나의 어순 패턴으로, 예를 들어 독일어에서 독립 시비의문문(selbständige Ja-Nein-Frage), 특히 내포된 조건문(Bedingungssatz)과 기타 문형(Satztyp)에서 나타난다. 기존에는 이러한 유형을 전면문장(Stirnsatz)이라고도 하였다.
서법(Satzmodus)에 대한 특별한 기능을 제외하고, 동사제일위문(Verb-Erst-Satz)은 동사제이위문(Verb-Zweit-Satz)과 더불어 똑같은 범위로 취급된다. 두 경우에서 문장 내 동사 위치는 같으며(독일어 문장 어장 유형(Feldermodell des deutschen Satzes)에서는 '틀린 겸자구조(linke Satzklammer)'라고 한다.), 동사제일위문에서 오로지 그 위치만 동사가 없다. 때문에 문법 구조의 단일성에 있어 V2 어순(V2-Stellung) 문장의 관사(Artikel)로 지시되어야 한다(이외의 내용은 도치(Inversion)에서 확인). 앞에 나온 관사는 주로 주변영역(Hintergrund) 앞에서 독일어 문법 V1 어순 문장의 '기능(Funktion)'으로 역할하고 있다.

## 독립문 V1 어순

### 의문문
동사제일위어순은 독일어에서 주로 서법의 특성 표시로 이용되지만, 명백한 것은 아니다. 한편 의문문이 표현될 수 있으며, 그를 통해 청자로부터 시비대답문(Ja-/Nein-Antwort)이 요청된다.
```
Gibt
 es hier auch frische Milch? (여기에 신선한 우유도 있습니까?) (여기에서 '
auch'
는 'hier'를 수식, '다른 집뿐만 아니라 hier도'라는 뜻)
참조 : 
Ob
 es hier 
wohl auch
 frische Milch gibt? (여기에 신선한 우유까지 있지요?) (여기에서 '
wohl auch'
는 앞에 어떤 것이 있다는 것을 전제로 하고 거기에 첨부되는 것으로서 지칭대상이 있다는 것을 말함, 즉 hier라는 공간에 국한시키는 것, auch는 Milsch와 연결)
```

만약 화자가 하나의 질문만을 고려하면서도 청자에게 단 하나만의 답변을 요구하지는 않는 경우, 동사제일위어순이 되는 것이 아니라, 위의 예시처럼 접속사 'ob'과 함께 부문장(Nebensatz) 혹은 종속문의 독립문장을 사용해야 한다.

### 감탄문
다른 한편, 다양한 역할을 갖는 감탄문 역시 V1 문장으로 나타난다. 특히 요구(명령문, Imperativ)나 소망(원망문, Optativ), 감탄(Verwunderung)의 뜻을 갖는 감탄문이 보인다.
```
Lass
 mich in Ruhe! (그만 좀 해!) (요청)

Hätte
 ich doch bloß nichts gesagt! (내가 아무런 말도 안 했었으면!) (비현실적 소망)

Möge
 die 
Macht
 mit dir sein! (포스가 그대와 함께 하길!) (소망)

Hat
 der aber große Ohren! (그 분은 큰 귀를 가지셨네요!) (경탄)
```

### 평서문
특정 내러티브 효과를 내야 하는 경우, 특히 구어에서 동사제일위문장은 독립평서문으로 기능할 수 있다. 이를 통해 생동감 있는 열거나 대조, 위트 있는 문장의 특성을 보인다. V1 문장은 이 경우 상투어법(Wendung)으로 존재하는 것이 아니라, 다양한 것들이 첨부될 수 있는 문장이다. (첫 번째 예문은 주로 und 뒤에 또 한 가지 특례를 포함한다. 그것은 아래의 병렬 생략에 관한 장에서 언급된다.)
```
예1)
 
Kommt
 ein Pferd in die Kneipe und bestellt ein Bier. (…). (선술집에 말 한 마리가 와서 맥주 하나를 주문한다.)(독일식 말장난)

예2)
 (…) Tja, was soll ich machen? 
Pack
 ich also meine Sachen wieder zusammen und 
will
 schon zur Tür gehen, da … (이런, 난 뭘 해야 하지? 다시 물건들을 싸고, 문으로 나가려 하면서, 그때...) (감정이 실린 열거)

예3)
 
Läuft
 mir doch da ein Fußgänger geradewegs vors Auto! (그런데 그때 한 보행자가 내 차 앞으로 곧장 달려온 거 있지!) (앞의 내용에 이어진 내용이면서도 돌발적이고 대조적인 사건이 발생)
```

그럼에도 이에 관해서 대명사 없이도 맥락을 통해 통일성이 파악되는 문장은 구분할 필요가 있다. 이때 V1 문장이 자주 나타난다. 이런 문장에서는 결락된 대명사를 문장중간(Satzinneren)에 첨부하는 것은 불가능하다.
```
(우리는 페터를 불러야 했다.) …

Hab
 ich mir auch schon gedacht.((페터를 부르는 것에 대해) 나는 이미 생각해 보았다.)

(x)
 Hab ich mir 
das
 auch schon gedacht. (나는 이미 
그것을
 생각해 보았다.)

(o)
 
Das
 hab ich mir auch schon gedacht. (
그것을
 나는 이미 생각해 보았다.)
```

동사제일위어순 종류는 동사제이위문장으로 더 잘 이해될 수 있다. 그에 대해 전역에 있는 대명사는 표현되지 않는다.

## 부문장(종속절) V1 어순
동사제일위문장은 원인문(Kausalsatz), 조건문(Konditionalsatz), 양보문(Konzessivsatz) 등 특정 문장 유형의 의미를 지닌 부문장처럼 보이며, 거기에서 이러한 해석은 해당 양태불변화사(Modalpartikel)를 통해 지지될 수도 있다. 얼마나 넓게 이러한 부문장이 전체문장(Gesamtsatz) 내로 편입되는지에 대해서, 연구에서 부분적으로 불분명하다고 간주된다. 이런 문장들에서 동사는 '부문장유도접속사(nebensatzeinleitenden Konjunktion)'를 대신하여 문장 앞에 나타난다.
1. 조건문(Bedingungssatz) 혹은 조건법(Konditionale)
```
 
Hätte
 ich mehr Zeit gehabt,
 
hätte
 ich
 einen längeren Brief geschrieben. (
만약 내가 더 많은 시간이 있었더라면,
 더 긴 편지를 썼을 것이다.)
```

(참고로 주문장의 'hätte ich'는 '독립절이 종속절 뒤에 오면 활용변화 동사는 주어 앞에 온다'는 원칙에 의거한 것이다.)
대안: wenn … (~한다면)
2. 양보문(Konzessivssatz)
```
 
War
 der Auftritt auch etwas misslungen,
 so hatte er immerhin Aufmerksamkeit erregt. (
무대 등장이 다소 잘못되었지만,
 그는 어쨌든 관심을 끌었다.)
```

대안: wenn … auch (또한 ~하더라도)
3. 원인문(Kausalsatz)
```
 Er gab die Hoffnung auf, 
hatte
 er doch seit einer Woche keine Nachricht erhalten.
 (
어쨌든 그는 1주일 전부터 어떠한 소식도 받지 못하였기 때문에
, 그는 희망을 저버렸다.)
```

대안: wo … doch(어쨌든 그래도 ~하기 때문에)
4. 비교문(Vergleichssatz)
```
 Es war, als 
hätte
 der Himmel die Erde still geküsst.
 (그것은 마치 
하늘이 땅에 조용히 입맞춤 한 것 같았다.
 - 요제프 폰 아이헨도르프(Joseph von Eichendorff, 1788~1857)의 시 '달밤(Mondnacht)' 중)
```

대안: als ob … (마치 ~한 듯)
(주의할 것은, 위의 첫 번째 예시에서 콤마 뒤의 부분은 동사제일위구문이 아니라 동사제이위구문이며, 그것의 V1부문장의 전역에 있다는 것이다. 이에 대해서는 독일어 문장 어장 유형에서 '전역' 항목 참조할 것. 두 번째 예문에서, 전역위치는 'so'를 통하여 정확히 차지되고, 부문장은 V2-문장(V2-Satz) 밖으로의 좌측전이(Linksversetzung)다. 세 번째와 네 번째 예문에서 V1-부문장(V1-Nebensatz)은 V2-주문장(V2-Hauptsatz) 뒤에 놓인다.)
더욱이, 대안적으로 대명사 'so'가 전역에 있는 V2-문장으로 구성될 수 있는 동사제일위삽입문(Verb-Erst-Parenthese)이 있다.
```
Das Zitat stammt – 
(so) vermute ich
 – von Pascal. (격언 
"나는 (그렇게) 추정한다"
는 파스칼로부터 유래한 것이다.)
```

스위스독일어(Schweizerdeutsch) 혹은 스위스 고지독일어(Schweizer Hochdeutsch)에서, V1문장은 부문장으로 존재하지만 의미상 표준독일어(Standarddeutsch)의 dass문장(dass-Satz)에 해당하는 구문이 있다.
```
스위스독일어 : Es freut mich, 
kommst du
 rechtzeitig nach Hause.(네가 때맞춰 집에 돌아왔으니 기쁘다!)
독일표준어형 : Es freut mich, 
dass du
 rechtzeitig nach Hause 
kommst
.
[
5
]
```

## 병렬 생략문
독일어 병렬 생략(Koordinationsellipse)에서 동사제일위어순(Verberststellung)은 'und'와 함께 연결된 두 번째 문장에 있어 전형적으로 나타난다.
```
Karl
 kommt heute 
und besucht
 seinen Freund. (카를은 오늘 와서 친구를 방문한다.)
```

그리하여 병렬 생략에 있어 독일어 주어 내부 생략(Subjektbinnenellipse)에 관여할 때, 이는 효력이 있다.
```
Heute kommt 
Karl
 
und besucht
 seinen Freund. (오늘 카를이 와서 친구를 방문한다.)
```

마지막 구조의 분석은 전문서적에서 논쟁이 있으며, 동사제일위문장은 부문장인지 혹은 동일배열의 주문장인지는 명확히 말할 수 없다.

## 비교언어학적 관점
V2 어순처럼 V1 어순 문장은 최소한 다른 게르만어들에서 위에서 언급한 기능과 관련되어 있다. 예를 들어, 스웨덴어는 독일어처럼 시비의문문, 명령문, 원망문, V1 조건문 등을 위한 V1 어순과 비슷한 것을 가지고 있다.
```
스웨덴문장 : Måtte det gå dig väl!
독일어직역 : Möge es gehen dir gut!
독일어의역 : Möge es dir gut gehen!
```

```
스웨덴문장 : Kommer du imorgon, kan du träffa henne.
독일어직역 :  Kommst du morgen, kannst du treffen sie.
독일어의역 : Kommst du morgen (Wenn du morgen kommst), kannst du sie treffen.
```

또한 영어에도 V1 어순이 존재한다. 그러나 영어에서의 동사 선행(Voranstellung von Verben) 혹은 도치는 다른 게르만어들보다는 제한적으로 사용되고 있다.
```
영어원문 : Had I known this before going out, I wouldn’t have worn sandals! (나가기 전에 이를 알았더라면, 샌들을 신지 않았을텐데!)
독어문장 : Hätte ich das gewusst, bevor ich rausgehe, hätte ich keine Sandalen angezogen.
```

어순유형학(Wortstellungstypologie)에서 말하는 바, 게르만어 V1 어순과 VSO 언어권의 VSO 어순 간의 공통점에 대한 문제는 간단하게 답할 수 있는 것은 아니다. 정확히 말하면 VSO 유형은 동사의 선행을 통하여 성립되는 파생 어순으로, 언어들이 구분되는 바, 얼마나 많이 동사가 선행되고 파생규칙이 정확한 것처럼 여겨진다.

## 참고문헌
- Hans Altmann: Zur Problematik der Konstitution der Satzmodi als Formtypen. In: Jörg Meibauer (Hrsg.): Satzmodus zwischen Grammatik und Pragmatik. Niemeyer, Tübingen 1987 (PDF-Datei).
- Andrew Carnie, Eithne Guilfoyle (Hrsg.): The Syntax of Verb Initial Languages. Oxford University Press, 2000.
- Philipp Holmes, Ian Hinchliffe: Swedish. A Comprehensive Grammar. Routledge, London 2003.
- Marga Reis, Angelika Wöllstein: Zur Grammatik (vor allem) konditionaler V1-Gefüge im Deutschen. In: Zeitschrift für Sprachwissenschaft. 29, 2010, S. 111–179.
- Wolfgang Sternefeld: Syntax. Eine morphologisch motivierte generative Beschreibung des Deutschen. Stauffenburg, Tübingen 2006.

## 같이 보기
- V1 어순
- 겸자구조
- 독일어
- 독일어 관사
- 독일어 대명사
- 독일어 동사
- 독일어 동사활용
- 독일어 명사
- 독일어 명사화
- 독일어 문법
- 독일어 문장 구조
- 독일어 문장 유형
- 독일어 발음
- 독일어 병렬 생략
- 독일어 부사구
- 독일어 불변화사 목록(1996년 정서법 개정안)
- 독일어 양태불변화사
- 독일어 접두사동사 및 불변화사동사
- 독일어 접속법
- 독일어 정서법
- 독일어 주어 내부 생략
- 독일어 태
- 독일어 형용사
- 독일어 환치사